# Кристал-арена
«Кристал-арена» (нидерл. Cegeka Arena, ранее известна как «Фениксштадион») — многоцелевой стадион в Генке, Бельгия, построенный в 1999 году. Основное назначение — проведение футбольных матчей. Домашний стадион футбольного клуба «Генк».

## Характеристики
Вмещает около 25 000 зрителей, из них около 4 200 мест — стоячие. Регулярная посещаемость матчей колеблется от 20 000 до 22 000 человек.

## История
До сезона 2007/08 стадион носил название «Фениксштадион». В 2007 году клуб подписал соглашение с пивоваренной компанией Alken-Maes, после чего стадион получил коммерческое название «Кристал-арена». Название отражало один из продуктов пивоварни — Crystal Beer.
В сезоне 2003/04 на стадионе временно проводил домашние матчи клуб «К. Беринген-Хёсден-Зольдер», выступавший тогда в высшем дивизионе Бельгии. После вылета в низший дивизион команда переехала на стадион Mijnstadion в Берингене.
На стадионе проходили матчи национальной сборной Бельгии. Первый — товарищеская игра против сборной Словении, второй — отборочный матч к Чемпионату мира 2010, в котором бельгийцы проиграли сборной Боснии и Герцеговины со счётом 2:4.